# مارك كابالي
مارك كابالي (بالإسبانية: Marc Caballé) (22 يونيو 1991 في إسبانيا - ) هو لاعب كرة قدم إسباني في مركز جناح ‏. لعب مع إسبانيول ونادي لوغو وأتلتيكو مدريد ج ونادي كورنيا وAtlético Malagueño ‏.

## وصلات خارجية
- مارك كابالي على موقع قاعدة بيانات كرة القدم.إي يو (الإنجليزية)
- مارك كابالي على موقع Soccerway.com (الإنجليزية)
- مارك كابالي على موقع AS.com (الإسبانية)